# Luigi Magni
Luigi Magni (* 21. März 1928 in Rom; † 27. Oktober 2013 ebenda) war ein italienischer Drehbuchautor und Filmregisseur.

## Leben
Magni studierte Literaturwissenschaften, brach aber ohne Abschluss ab und widmete sich dem Schreiben von Bühnenstücken, wobei er vor allem in Zusammenarbeit mit Pietro Garinei und Sandro Giovannini an vielen musikalischen Erfolgskomödien wie Il giorno della tartaruga, Ciao Rudy, Viola, violino, viola d'amore und natürlich Rugantino wirkte. 1956 begann er seine Laufbahn als Drehbuchautor und 1968 mit Faustina als Regisseur, dem mit seinem zweiten Film, Im Jahre des Herrn aus dem Jahr darauf mit einer Starbesetzung ein superbes Porträt Roms des Jahres 1825 gelang; auch seine folgenden Filme zeigten Magnis Interesse an dieser Zeit und waren vorzüglich ausgestattet. Inhaltlich spiegelten sie die politischen Kämpfe um Freiheit gegen die kirchliche Macht wider, wobei er vehement antiklerikale Positionen vertrat.
Magni, der „König des Films über Rom“, wurde am 2. Mai 1996 der Verdienstorden der Italienischen Republik verliehen; er erhielt 2008 einen Ehren-David für sein Lebenswerk.

## Filmografie (Auswahl)

### Drehbuch
- 1965: Mandragola (La mandragola)
- 1966: Geh ins Bett, nicht in den Krieg (Non faccio la guerra, faccio l‘amore)
- 1968: Mit Pistolen fängt man keine Männer (La ragazza con la pistola)

### Regie
- 1966: Die Gespielinnen (Le fate)
- 1968: Faustina (Faustina)
- 1969: Im Jahre des Herrn (Nell'anno del Signore)
- 1970: In nome del Papa Re
- 1983: Himmel und Hölle (State buoni se potete)
- 1987: Die wundersamen Erlebnisse des Pontius Pilatus (Secondo Ponzio Pilato)
- 2000: La carbonara